# فیات پولسکی
فیات پولسکی (انگلیسی: Polski Fiat) شرکت خودروسازی لهستانی است، که در سال ۱۹۳۲ تأسیس شد.